# Мува
Муве или мухе (Brachycera) су подред инсеката који припада реду двокрилаца (Diptera). Веома су распрострањене и честе у близини људских насеља.

## Подела
Према грађи и улози усног апарата муве се деле на две групе:
1. муве које сишу крв и имају усни апарат за бодење и сисање; у ову групу спадају породице:
2. муве чији је усни апарат прилагођен за лизање па не сишу крв, а припадају им, између осталих, породице:

## Муве које сишу крв

### Муве це-це ()
Муве це-це живе у тропским крајевима и представљају прелазног домаћина трипанозоме коју убодом преносе на човека и животиње изазивајући болести:
- , преноси трипанозому која изазива болест спавања;
- , преносилац друге врсте трипанозоме која узрокује болест нагана код говеда.

### Муве зунзаре
- је дужине око 10 mm и живи у становима од марта до новембра месеца. Тело је плаве боје металног одсјаја, а на трбуху се налазе беле длачице. Полаже јаја у материје животињског порекла најчешће куваном и свежем месу, а могу се ларве наћи и у ранама и цревном систему човека.
- је слично претходној врсти металног одсјаја само љубичасте боје и нема белих длачица на трбуху. Погодује јој виша температура него њеној најближој, претходно описаној сродници па се у становима може наћи од априла до октобра. Јаја полаже у материјама животињског порекла које су у стању распадања. Може се наћи и у ноздрвама људи који спавају на отвореном простору.
- се назива златна зунзара по златно-зеленој боји тела. Ситнија је од претходних врста, дужине 7-10mm. Ларве се развијају у материјама у распадању, а могу се наћи у ранама човека и животиња и на лешевима. Може да изазове цревни мијазис, а исто тако и да пренесе узрочнике многих болести.